# Arrapaho (film)
Arrapaho è un film del 1984 diretto da Ciro Ippolito, ispirato all'album omonimo degli Squallor, pubblicato nel 1983.

## Trama
— A Pippo Baudo! 

—Vaffangul!»
(Dialogo tra Palla Pesante e Capo di Bomba)
Scella Pezzata, figlia del capo indiano Palla Pesante della tribù dei Cefaloni, è promessa sposa di Cavallo Pazzo, ma è innamorata di Arrapaho, figlio del capo indiano Mazza Nera della tribù degli Arrapaho, il quale è a sua volta oggetto dei desideri di Luna Caprese della tribù Froceyenne.
Palla Pesante non può seguire le vicende amorose perché è occupato a invocare gli "dei della pioggia", a fare soliloqui con il cavallo Alboreto (un purosangue che giorno dopo giorno si rimpicciolisce fino ad arrivare alle dimensioni di un pony) a cercare il petrolio per sfamare la tribù e a tentare di risolvere il problema delle nascite che nel villaggio sono pari a zero.
Arrapaho e Scella Pezzata vengono rapiti da Cavallo Pazzo, ma grazie al salvataggio ad opera di Latte Macchiato e Luna Caprese della tribù dei Froceyenne riescono a fuggire insieme. A Cavallo Pazzo non resta che rifugiarsi nelle braccia di Luna Caprese.
Il film termina con una rappresentazione dell'Aida sulla falsariga del brano che apre l'album omonimo degli Squallor.

## Produzione
Il film venne girato in soli 15 giorni e costò appena 135 milioni di lire. Gli Squallor partecipano alla sceneggiatura e compaiono nel film come attori o narratori. Il titolo del film, e dell'album, è (comicamente) ispirato alla tribù di nativi americani degli Arapaho, popolo dedito soprattutto al commercio e alla caccia nomade.
In una intervista per Stracult Tinì Cansino ha dichiarato che la maggior parte delle battute di Daniele Pace erano improvvisate.

### Cast
Daniele Pace, nelle vesti di capo indiano, canta come danza della pioggia La pioggia, scritta da lui stesso insieme a Mario Panzeri e Corrado Conti.
Gli Squallor chiesero a Cesare Ragazzi di apparire nella scena del taglio dello scalpo di Cavallo Pazzo. Ragazzi rifiutò, ma la sceneggiatura non fu cambiata e il suo ruolo fu interpretato da una controfigura.

### Break e titoli di coda
Nel film sono presenti nove break che non hanno nessun nesso con la storia. Per ammissione del regista, servivano per portare il film, di per sé molto breve, a un metraggio standard:
- Spot-parodia (carne in scatola, detergente intimo)
- "Tranvel Trophy" (la saga di un impiegato che non riesce mai a prendere il tram in tempo) interpretato dal Direttore di Produzione Mario Olivieri
- Le avventure di Berta (Marta Bifano, figlia dell'attrice Ida Di Benedetto), che descrivono il corteggiamento di una ragazza da parte di uno spasimante (presenti anche in due pezzi su altrettanti dischi degli Squallor, nel secondo lo spasimante si rivelerà chiamarsi Umberto, esponente di un partito chiamato Lega...).
- "Pierpaolo a Rio", che narra la vita di Pierpaolo, ragazzo viziato di famiglia ricca e personaggio ricorrente nelle canzoni degli Squallor, che grazie a un pressante turpiloquio nei confronti del padre, riesce a garantirsi una sussistenza economica con cui condurre una vita agiatissima e lussuosa.

Anche i demenziali titoli di coda furono girati allo scopo di recuperare sette minuti mancanti per ottenere una lunghezza accettabile. Vi appare lo stesso regista mentre la base musicale è tratta da una rappresentazione dell'Aida messa in scena all'Arena di Verona.

## Distribuzione
Il film uscì il 14 agosto 1984, in due cinema in tutta Italia: uno era a Viareggio, dove Ippolito portò personalmente le pizze del film con tre ore di ritardo, l'altro ad Ischia. Fu un successo di pubblico: costato appena 135 milioni di lire, incassò 653 milioni secondo alcune fonti, addirittura 5 miliardi secondo altri. A distanza di qualche giorno le copie distribuite sul territorio nazionale erano 150.

## Critica
Il Morandini definisce la pellicola «il più brutto film della storia del cinema italiano». Nel commento al film, presente nel DVD, Ippolito si fregia del fatto di aver fatto il peggior film, nel peggior momento del cinema italiano.

## L'album
L'album, uscito l'anno precedente, non rappresenta la colonna sonora del film: Avida e 'O Tiempo se ne va sono gli unici brani utilizzati nel film in versione pressoché integrale, mentre di altri brani sono impiegate citazioni o brevi frasi (ad esempio, la hit parade di Radio Scalp) o solamente le basi di canzoni provenienti da Arrapaho e da Uccelli d'Italia come commento musicale.